# تشارلز ماكهيو
تشارلز ماكهيو هو سياسي أسترالي، ولد في 23 أبريل 1887 في أديلايد في أستراليا، وتوفي في 24 يوليو 1927 في لاونسستون في أستراليا بسبب ذات الرئة. نشط حزبياً في حزب العمال الأسترالي. وقد انتخب عضو مجلس الشيوخ الأسترالي ‏ عن دائرة جنوب أستراليا ‏ (1 يوليو 1923 – 24 يوليو 1927).